# Iota Crucis
Iota Crucis (ι Cru, ι Crucis) é uma estrela na constelação de Crux. Tem uma magnitude aparente de 4,69, sendo visível a olho nu em boas condições de visualização. Com base em seu paralaxe de 26,1753 ± 0,0952 milissegundos de arco, está a aproximadamente 125 anos-luz (38,2 parsecs) da Terra. É uma estrela gigante com tipo espectral de K0 III, o que corresponde a uma coloração alaranjada e temperatura efetiva de cerca de 4 900 K.
Forma uma estrela dupla com uma companheira de magnitude aparente 9,5 localizada a uma distância angular de 26,9 segundos de arco na esfera celeste. Essa estrela já foi considerada uma companheira física. Os dados astrométricos da sonda Gaia mostram que essa estrela tem uma paralaxe de 1,1416 ± 0,0162 mas, estando muito mais distante que Iota Crucis, a 876 ± 12 parsecs.